# Centrolene muelleri
Centrolene muelleri е вид жаба от семейство Centrolenidae.

## Разпространение
Видът е разпространен в Перу.